# Paphiopedilum bellatulum
Espèce
Classification phylogénétique
Statut CITES
Paphiopedilum bellatulum est une espèce de plantes à fleurs de la famille des Orchidaceae (les orchidées) et du genre Paphiopedilum.

## Description
Les 4-5 feuilles, ovales-elliptiques, mesurent jusqu’à 14 cm de long par 5 cm de large. Elles sont fortement tachetées de vert pâle et de vert foncé sur le dessus et le dessous présente de nombreuses marques pourpres. L’inflorescence est courte (moins de 10 cm de haut) et porte une (ou rarement deux) fleurs de 5 à 8 cm de diamètre. La fleur est blanche ou jaune-crème avec de longues taches violet-brun.

## Habitat
La plante est lithophyte ou terrestre. P. bellatulum pousse sur les pentes de rock calcaires, à l’ombre, à des altitudes variant de 1 000 à 1 800 m. Elle pousse dans les sols rocheux ou riche en humus.

## Distribution
Myanmar, nord-ouest de la Thaïlande, sud-ouest de la Chine.

## Floraison
Au printemps et au début de l’été, d’avril à juin.

## Culture
Procurer des conditions de culture froides, surtout durant la nuit.